# Peter Krauskopf
Peter Krauskopf (* 1966 in Leipzig) ist ein deutscher Maler.

## Leben und Werk
Krauskopf studierte von 1989 bis 1995 an der Hochschule für Grafik und Buchkunst Leipzig und war anschließend bis 1997 ebenda Meisterschüler von Arno Rink. Er lebt in Berlin.

## Ausstellungen

### Einzelausstellungen
- 1999: Kunstverein Leipzig, Leipzig
- 2000: Dogenhaus Galerie, Leipzig
- 2000 Stiftung Moritzburg, Kunstmuseum des Landes Sachsen-Anhalt, Halle
- 2004: Dogenhaus Galerie, Leipzig
- 2007: Mies van der Rohe Haus, Berlin
- 2008: Forum Kunst Rottweil, Rottweil
- 2008:  Dogenhaus Galerie, Leipzig
- 2012: Landschaft mit abstraktem Gemälde, Galerie Neue Meister, Staatliche Kunstsammlungen, Dresden
- 2013: GRAU, Galerie Jochen Hempel, Berlin
- 2018: DRIFT, Kunsthaus Kaufbeuren

### Gemeinschaftsausstellungen
- 1998: Standort Deutschland, Museum Schloss Morsbroich, Leverkusen
- 1998: Triennale für Moderne Kunst, Sofia, Bulgarien
- 1998: Vitale Module. Gegenwartskunst aus Sachsen, Kunstverein Ludwigshafen, Kunsthaus Dresden, Städtische Galerie Plauen und Kunstmuseum Wrocław, Polen
- 2000: Bildwechsel, Städtisches Museum Zwickau
- 2004: Fehlfarben, Staatliche Kunstsammlungen, Galerie Neue Meister, Albertinum Dresden
- 2005: Leipzig und die konkrete Kunst, Kunsthalle der Sparkasse Leipzig, Leipzig
- 2005: Summer Group Show, Dogenhaus Galerie, Leipzig
- 2006: Global Players, Ludwig Forum für Internationale Kunst, Aachen
- 2009: Begegnung Bauhaus, Kurt Schmidt und Künstler der Avantgarde – von Kandinsky bis Vasarely, Kunstsammlung Gera
- 2011: Das versprochene Land, Galerie Neue Meister, Albertinum, Dresden